# Глибинна держава
Глибинна держава чи держава в державі (англ. Deep State) — це тип управління, що складається з потенційно таємних і несанкціонованих мереж влади, які діють незалежно від політичного керівництва держави, переслідуючи власні цілі та завдання. У широкому вжитку цей термін має переважно негативну конотацію. Спектр можливих застосувань цього терміну схожий на спектр застосування теорії змови тіньових урядів. Вираз держава в державі є старішим і схожим поняттям. Історично воно позначало чітко визначену організацію, яка прагне функціонувати незалежно, тоді як глибинна держава більше належить до прихованої організації, яка прагне маніпулювати публічною державою.
Потенційними джерелами для організації «глибинної держави» є недоброчесні елементи в державних органах, таких як збройні сили, або в органах державної влади, таких як розвідувальні служби, поліція, таємна поліція, адміністративні установи та урядова бюрократія. Мета «глибинної держави» може включати безперервність існування держави, гарантії зайнятості державних службовців, посилення влади та авторитету, а також досягнення ідеологічних або програмних цілей. Вона може діяти в опозиції до порядку денного обраних посадових осіб, перешкоджаючи, чинячи опір і підриваючи їхню політику, умови та директиви.

## Форми
Глибинна держава може означати:
- Плани надзвичайного уряду, який перебирає владу в разі катастрофи, дивіться безперервність уряду
- Уряд, яким керують:
  - Невиборною бюрократією або службою безпеки — див. розділ Випадки
  - Держава в державі або глибинна держава — конкретні приклади включають: глибинну державу в Туреччині та глибинна держава в Сполучених Штатах.
- «Тіньовий уряд», теорія змови таємного уряду.
- Широке визначення держави з точки зору відповідальності держави.

## Глибинна держава в міжнародному публічному праві
Згідно з міжнародним публічним правом, зокрема, в питанні відповідальності держави, термін «глибинна держава» використовується для позначення держави в широкому сенсі. Таким чином, державі може знадобитися відповідати за дії не лише органів державної влади або представників, а й інших посадових осіб, регіональних органів влади, державних компаній та інших приватних структур, що мають державний вплив. Це правило міститься, серед іншого, у звіті ARSIWA, підготовленому Комісією міжнародного права, а також у прецедентному праві Міжнародного суду ООН.

## Випадки

### Великобританія
Високопоставлені політики називають державну службу глибинною державою. Тоні Блер сказав: «Не можна недооцінювати, наскільки вони вважають, що це їхня робота — фактично керувати країною і чинити опір змінам, запропонованим людьми, яких вони відкидають як політиків, що „сьогодні тут, а завтра там“. Вони щиро вважають себе справжніми охоронцями національних інтересів і думають, що їхня робота полягає в тому, щоб виснажити вас і перечекати». Зусилля державної служби, спрямовані на те, щоб розчарувати обраних політиків, є темою популярної сатиричної телекомедії ВВС «Так, міністр», яка вийшла у 1980-х роках.

### Ізраїль
У травні 2020 року стаття в газеті Га-Арец описує, як люди, зустрічаючись з прем'єр-міністром Біньяміном Нетаньяху, «чули довгі промови… про те, що, хоча він неодноразово обирався, насправді країна контролюється „глибинною державою“».

### Радянський Союз і пострадянська Росія
Історики часто описують радянську таємну поліцію як «державу в державі». За словами журналістки-розслідувача Євгенії Альбац, більшість керівників КДБ, включаючи Лаврентій Берія, Юрій Андропов і Володимир Крючков, завжди змагалися за владу з Комуністичною партією та маніпулювали комуністичними лідерами.
За словами історика Абдурахмана Авторханова в 1991 році:
Неправда, що Політбюро Центрального Комітету Комуністичної партії є верховною владою. Політбюро — це лише тінь реальної верховної влади, яка стоїть за кріслом кожного члена бюро... Справжня влада думає, діє і диктує за всіх нас. Ім'я цієї влади — НКВС-МВС-МГБ. Сталінський режим ґрунтується не на Радах, не на партійних ідеалах, не на силі Політбюро чи особистості Сталіна, а на організації та методах радянської політичної поліції, де Сталін відіграє роль першого поліцая. 
Однак він також зазначив, що «сказати, що НКВС — це „держава в державі“, означає применшити значення НКВС, тому що в цьому питанні допускаються дві сили — нормальна держава і наднормальний НКВС — тоді як єдиною силою є чекізм».
За словами колишнього генерала Іона Міхая Пачепи у 2006 році:
У Радянському Союзі КДБ був державою в державі. Зараз колишні офіцери КДБ керують державою. Вони зберігають 6 000 одиниць ядерної зброї, які були передані КДБ у 1950-х роках, а також керують стратегічною нафтовою галуззю, ренаціоналізованою Путіним. Спадкоємиця КДБ, перейменована на ФСБ, досі має право здійснювати електронне стеження за населенням, контролювати політичні групи, проводити обшуки в будинках і на підприємствах, проникати у федеральний уряд, створювати власні підставні підприємства, розслідувати справи і керувати власною пенітенціарною системою. У Радянському Союзі на кожні 428 громадян припадав один співробітник КДБ. У путінській Росії один співробітник ФСБ припадає на 297 громадян.
За думкою російсько-американського історика Юрія Фельштинського у Росії після 1999 прийшла до влади і керує державою корпорація таємної політичної поліції, спецслужби, а саме «корпорація ФСБ».

#### Чечня
За словами журналістки Юлії Іоффе, російська республіка Чечня під керівництвом Рамзана Кадирова до 2015 року перетворилася на державу в державі

### Сполучені Штати
Принаймні з 1963 року термін «глибинна держава» використовується для опису «гібридного об'єднання урядових елементів і частин промисловості та фінансів вищого рівня, яке ефективно здатне керувати Сполученими Штатами без згоди тих, ким керують, вираженої через формальний політичний процес». Деякі представники адміністрації Дональда Трампа звинувачують розвідувальні агентства, такі як ЦРУ, у спробах перешкодити її політичним цілям. Аналітик Іссандр Ель Амані в статті для The New York Times застерігає від «зростаючого розбрату між президентом і його бюрократичним апаратом», а аналітики рубрики The Interpreter пишуть про це:
Хоча про «глибинну державу» іноді говорять як про тіньову змову, це допомагає думати про неї як про політичний конфлікт між лідером країни та її владними інституціями.
За словами політичного коментатора Девіда Гергена, процитованого Time на початку 2017 року, цей термін був привласнений Стівом Бенноном, Breitbart News та іншими прихильниками адміністрації Трампа, щоб позбавити легітимності критиків президентства Трампа. У лютому 2017 року теорія глибокої держави була відхилена авторами The New York Times, а також The New York Observer. У жовтні 2019 року The New York Times підтвердила загальну ідею, опублікувавши статтю, в якій стверджувалося, що глибинна держава на державній службі була створена для «боротьби з такими людьми, як Трамп».
Науковці загалом заперечують думку про те, що бюрократія виконавчої влади США є справжньою «глибинною державою» у формальному розумінні цього терміну, але мають різні погляди на роль цієї бюрократії в обмеженні або розширенні повноважень президента США.

### Туреччина
За словами журналіста Роберта Ф. Ворта, «вираз „глибинна держава“ виник у Туреччині в 1990-х роках, коли військові вступили в змову з наркоторговцями та найманими вбивцями, щоб вести брудну війну проти курдських повстанців». Професор Райан Гінгерас писав, що турецький термін derin devlet «в розмовній мові» означає «кримінальний» або «негідний» елемент, який якимось чином проклав собі шлях до влади. Журналіст Декстер Філкінс писав про «ймовірну підпільну мережу» турецьких «військових офіцерів та їхніх цивільних союзників», які протягом десятиліть «придушували, а іноді вбивали дисидентів, комуністів, репортерів, ісламістів, християнських місіонерів і представників меншин — усіх, хто, як вважалося, становив загрозу для світського порядку». Журналіст Г'ю Робертс описав «тіньовий зв'язок» між поліцією та розвідувальними службами, «певними політиками та організованою злочинністю», члени якої вважають, що вони уповноважені «затворювати всілякі неочевидні речі», оскільки вони є «охоронцями вищих інтересів нації».

### Інші передбачувані випадки
- Імператорська армія Японії, Квантунська армія та післявоєнний нінкьо дантай[23][24]
- Бразильська імперська дирекція Monárquico do Brasil і Чорна гвардія
- RSS Індії[25][26]
- Індонезійський Копассус[27][28][29]
- КВІР Ірану[30]
- Марокко Махзен[31][32]
- Розвідувальне співтовариство Пакистану : ISI, FIA, NAB та/або IB[33][34]
- Чорна рука Сербії[35]
- РДБ Сербії та Чорногорії[36]
- Іспанська Grupos Antiterroristas de Liberación, «Антитерористичні визвольні групи»[37]
- Таїландська армія — зв'язок монархії або мережева монархія[38]
- Корпорація Сіті Лондона Великобританії[39]